# 松本桃菜
松本桃菜（日语：／ Matsumoto Momona */?，2002年10月12日—）是日本偶像、时装模特。為女子偶像團體高嶺撫子現任成員，原為朝日電視台節目「最後的偶像」衍生的女子偶像團體最後的偶像中「Second Unit」的「泡芙火箭」（2017年 - 2022年）的成員。身高159公分。神奈川縣出身，隸屬於TWIN PLANET。

## 簡歷

### 2013年
- 擔任雜誌《 JS Girl 》的讀者模特兒。

## 人物
- 中學时最喜欢的偶像是乃木坂46的白石麻衣[2] 。
- 想成为偶像的契機是在看了「花漾明星KIRARIN」的動畫后爱上了唱歌和跳舞[3] 。